# Van der Capellen Scholengemeenschap

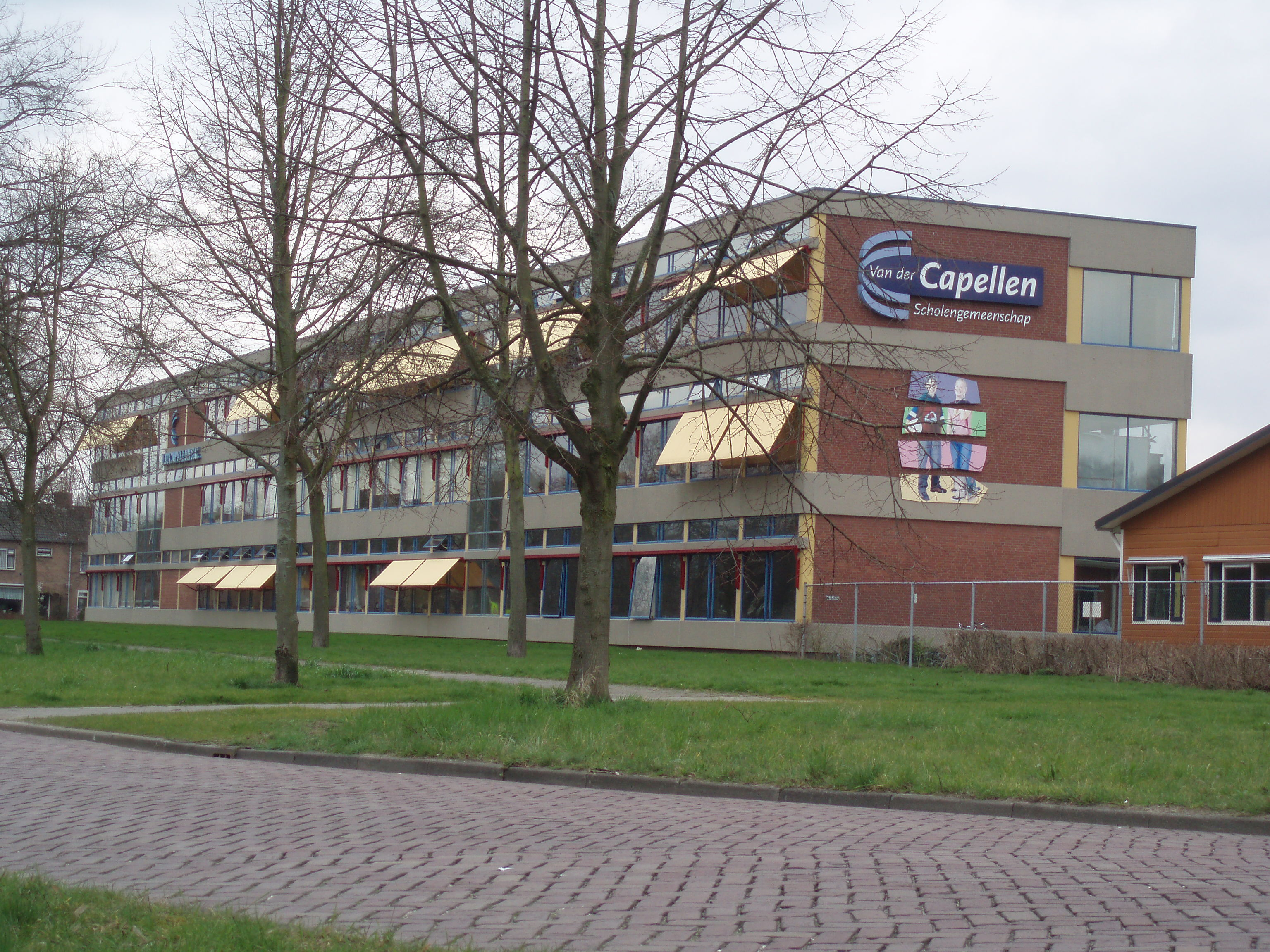
Schoolgebouw aan de Lassuslaan in Holtenbroek

De Van der Capellen Scholengemeenschap is een Nederlandse middelbare school, met vestigingen in Zwolle, Elburg, Dedemsvaart en Wijhe. De scholengemeenschap biedt onder andere tweetalig vwo , tweetalig havo en tweetalig mavo aan
.De school is vernoemd naar de uit Zwolle afkomstige politicus en patriot Joan Derk van der Capellen tot den Pol.

## Zwolle
In Zwolle had de Van der Capellen Scholengemeenschap twee vestigingen.
- Locatie Lassuslaan. Hier kan men vwo, havo en Theoretische Leerweg doen. De locatie Lassuslaan was de derde school in Nederland die tweetalig onderwijs aanbood. Locatie Lassuslaan heeft ook CapVilla, dat is voor kinderen met autisme. Tegenwoordig kan men tweetalig vwo, tweetalig havo en tweetalig mavo doen.

Verder zijn er nog stromen te volgen: ICT, theater, muziek, sport, science lab, talent lab.
- Locatie Russenweg. Deze vmbo-locatie is in 2007 opgegaan in het Diezer College.

## Elburg

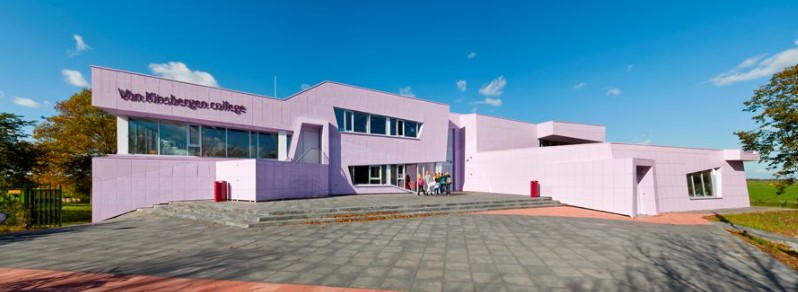
Schoolgebouw aan de Paterijstraat in Elburg

In Elburg heeft de Van der Capellen Scholengemeenschap één vestiging. Op de locatie Van Kinsbergen kon men het vmbo volgen. Tevens is het mogelijk om havo en vwo in de eerste twee leerjaren te krijgen. Op 1 januari 2008 is deze vestiging van de Van der Capellen S.G echter afgebrand. 
Inmiddels is er een nieuw pand wat typerend is aan de buitenkant. Het is een pand met een paarse buitenkant, hierdoor is het ook genomineerd voor "lelijkste gebouw van Gelderland".
De naam van deze school is in 2008 gewijzigd in het Van Kinsbergen College.

## Dedemsvaart
In Dedemsvaart heeft de Van der Capellen Scholengemeenschap een vestiging, het Zeven Linden College. Hier wordt onderwijs aangeboden met de opleidingen vwo, havo, vmbo TL en het intersectorale programma D&P.

## Wijhe
In Wijhe heeft de Van der Capellen Scholengemeenschap één vestiging. Op de locatie Capellenborg kan men havo, mavo en de eerste twee jaren kader en basis volgen. Dit is een relatief kleine school met ongeveer 550 leerlingen.
Op deze locatie kan tussen de stromen Sport, Theater, Muziek en Artitec (kunst/techniek) gekozen worden.